# 8 캐나다 스퀘어
8 캐나다 스퀘어(영어: 8 Canada Square)는 영국 런던에 위치하고 있다.

## 같이 보기
- 영국의 마천루 목록